# Schloss Belœil

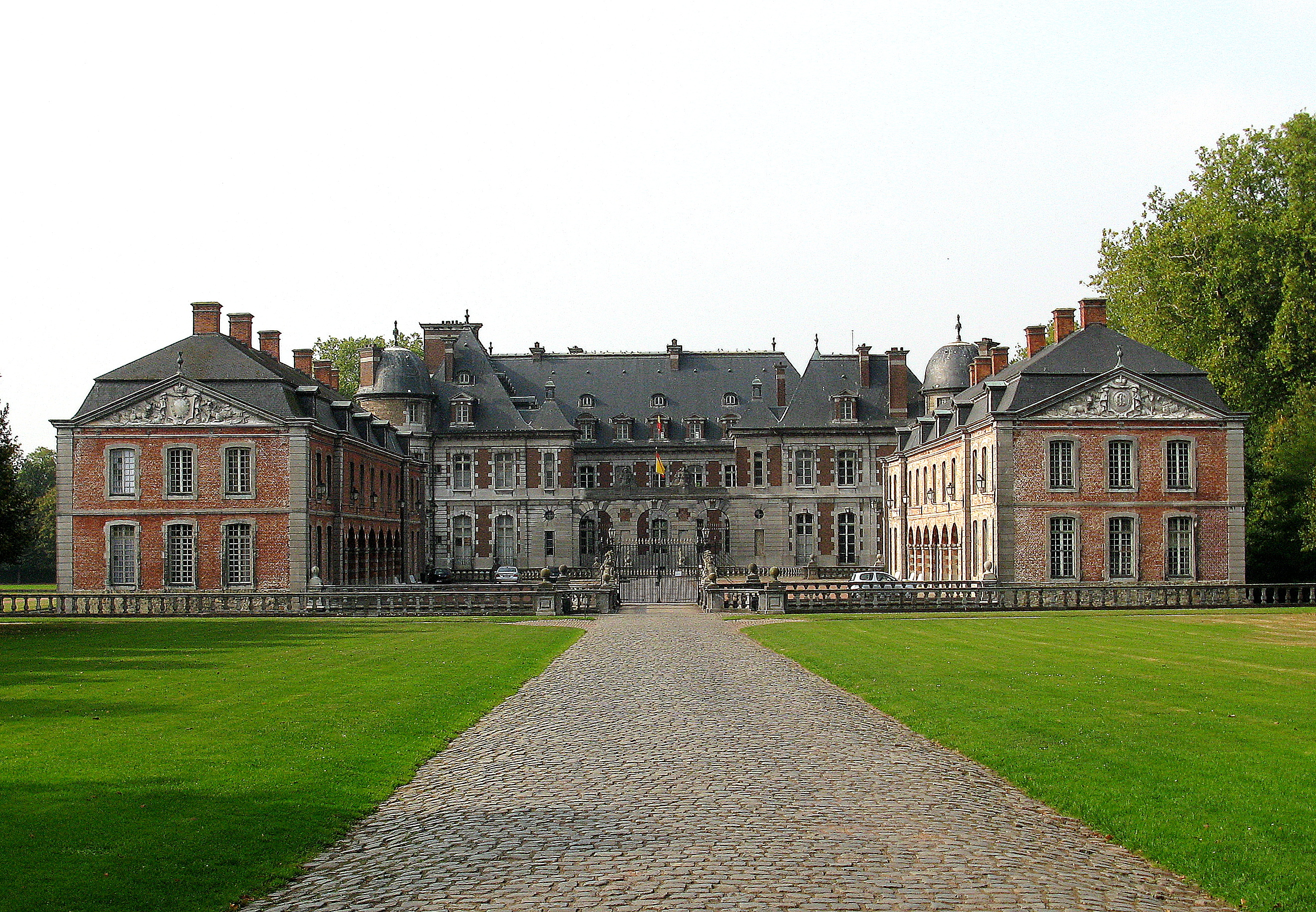
Schloss Belœil, Hennegau; Residenz der Fürsten von Ligne

Das Schloss Belœil (französisch: Château de Belœil) steht in der Gemeinde Belœil in der Provinz Hennegau, Belgien. Seit 1394 ist das Schloss im Besitz des Hochadelsgeschlechts Ligne.

## Geschichte
Nachdem das Schloss 1394 in den Besitz des Hauses Ligne gelangte, wurde es im 15. Jahrhundert zum Sitz der Familie umgebaut. Zunächst als Festung konstruiert, wurde das Gebäude im 17. und 18. Jahrhundert zum mehrstöckigen Schloss nach französischem Vorbild ausgebaut und um zwei Flügel erweitert. 1664 begann man mit der Errichtung einer aufwendigen Gartenanlage in unmittelbarer Nachbarschaft des Schlosses. Die Fläche dieser Anlage beträgt 25 Hektar.
Während der Neujahrsfeier 1900 brach im Schloss ein Feuer aus, das große Teile des Gebäudes zerstörte. Die Bibliothek mit über 20.000 Büchern und 3500 Handschriften sowie die Kunstsammlung konnten gerettet werden. 1906 wurde das Schloss unter Leitung des französischen Architekten Paul-Ernest Sanson wieder aufgebaut.